# Okręt artyleryjski
Okręty artyleryjskie - zbiorcze określenie klas okrętów, których podstawowym przeznaczeniem jest zwalczanie okrętów i celów lądowych lub powietrznych za pomocą artylerii okrętowej. 
Klasy okrętów artyleryjskich:
- okręt liniowy (pancernik, krążownik liniowy)
- pancernik przybrzeżny
- krążownik
- monitor
- kanonierka
- monitor rzeczny
- kanonierka rzeczna
- kuter artyleryjski (ścigacz artyleryjski)

Od XIX wieku okręty artyleryjskie były podstawowym rodzajem okrętów, rozstrzygającym w bitwach morskich i stanowiącym o sile morskiej państwa. II wojna światowa przyniosła kres rozwojowi okrętów artyleryjskich, wobec rozwoju lotnictwa morskiego. Od lat 60. XX wieku okręty artyleryjskie mają minimalne znaczenie, a dominującą pozycję w walce na morzu zdobyło lotnictwo i okręty rakietowe. Ostatnim znaczącym użyciem artylerii okrętowej było ostrzeliwanie celów lądowych w Iraku w 1991 przez amerykańskie pancerniki USS "Missouri" i USS "Wisconsin". Po wycofaniu ostatnich amerykańskich pancerników, jedyną stosowaną współcześnie w niewielkim zakresie klasą okrętów typowo artyleryjskich są kutry artyleryjskie.
Wyróżnia się też okręty torpedowo-artyleryjskie lub rakietowo-artyleryjskie, w których podstawowe uzbrojenie stanowią zarówno działa jak i torpedy lub rakiety.
Typowymi okrętami torpedowo-artyleryjskimi były niszczyciele. Okrętami rakietowo-artyleryjskimi jest część korwet rakietowych i kutrów rakietowych (np. polski ORP "Orkan" po wyposażeniu w rakiety), niektóre starsze krążowniki rakietowe, część niszczycieli rakietowych (np. rosyjski typ Sowriemiennyj) oraz amerykańskie zmodernizowane pancerniki typu Iowa.